# کتاب‌های آیوپاک
اتحادیه بین‌المللی شیمی خالص و کاربردی کتابهای زیادی را منتشر می‌کند، که شامل فهرست کاملی از تعاریف آن است. تعاریف به هفت «کتاب رنگی» تقسیم می‌شوند: طلایی، سبز، آبی، بنفش، نارنجی، سفید و قرمز. همچنین یک کتاب هشتم وجود دارد - «کتاب نقره ای».

## هشت کتاب

### کتاب آبی
نامگذاری شیمیایی طبیعی، که معمولاً توسط شیمی دانان به عنوان کتاب آبیاز آن یاد می‌شود، مجموعه ای از توصیه‌های نامگذاری شیمیایی آلی است که در فواصل نامنظم توسط اتحادیه بین‌المللی شیمی خالص و کاربردی منتشر می‌شود. نسخه کامل در سال ۱۹۷۹منتشر شد، نسخه کوتاه و به روز شده از آن در سال ۱۹۹۳ به عنوان راهنما برای نامگذاری آیوپاک از ترکیبات طبیعی منتشر شد. این دو نسخه در حال حاضر در نسخه‌های مقاله خود غیرقابل چاپ هستند، اما در نسخه‌های الکترونیکی به صورت رایگان در دسترس هستند. پس از انتشار نسخه پیش نویس برای اظهارنظر عمومی در سال ۲۰۰۴ و انتشار چندین بخش تجدید نظر شده در نشریه شیمی محض و کاربردی، نسخه کاملاً اصلاح شده در سال ۲۰۱۳ چاپ شد.

### کتاب طلایی
مجموعه ای از اصطلاحات شیمیایی است که توسط اتحادیه بین‌المللی شیمی خالص و کاربردی منتشر شده و حاوی تعاریف پذیرفته شده بین‌المللی برای اصطلاحات شیمی است. کار بر روی نسخه اول توسط ویکتور گلد آغاز شد و بدین ترتیب نام غیررسمی آن را بوجود آورد: کتاب طلایی.

جلد نسخه دوم مجموعه ای از اصطلاحات شیمیایی

چاپ اول در سال ۱۹۸۷ منتشر شد (شابک ‎۰-۶۳۲۰۱-۷۶۵-۱) و چاپ دوم (شابک ‎۰-۸۶۵۴۲-۶۸۴-۸). نسخه کمی گسترش یافته از کتاب طلایی نیز بصورت همگاه قابل جستجو است. ترجمه‌ها نیز به زبان‌های فرانسه، اسپانیایی و لهستانی منتشر شده‌است.

### کتاب سبز
مقادیر، واحدها و نمادهای شیمی و فیزیک، که معمولاً با عنوان کتاب سبز شناخته می‌شوند، تلفیقی از اصطلاحات و نمادهایی است که به‌طور گسترده در زمینه شیمی و فیزیک مورد استفاده قرار می‌گیرد. این جدول همچنین شامل جداول ثابتهای بدنی، جداول ذکر شده در مورد خواص ذرات ابتدایی، عناصر شیمیایی و هسته‌ها و اطلاعات مربوط به فاکتورهای تبدیل که معمولاً در شیمی و فیزیک استفاده می‌شود، می‌باشد. جدیدترین نسخه، نسخه سوم است (شابک ‎۹۷۸-۰-۸۵۴۰۴-۴۳۳-۷)، در اصل توسط آیوپاک در سال ۲۰۰۷ منتشر شده‌است. چاپ دوم در سال ۲۰۰۸ منتشر شد. این چاپ چندین نسخه جزئی برای متن ۲۰۰۷ ایجاد کرده‌است. چاپ سوم در سال ۲۰۱۱ منتشر شد. متن چاپ سوم با متن چاپ دوم یکسان است.

### کتاب نارنجی
مجموعه ای از نامگذاری تحلیلی است که توسط اتحادیه بین‌المللی شیمی خالص و کاربردی منتشر شده و حاوی تعاریف پذیرفته شده بین‌المللی برای اصطلاحات شیمی تجزیه است. به‌طور سنتی در یک پوشش نارنجی منتشر شده‌است، از این رو نام غیررسمی آن، کتاب نارنجی است.
اگرچه این کتاب به عنوان «قوانین قطعی» توصیف شده‌است، اما سه نسخه از آن منتشر شده‌است. اولین بار در سال ۱۹۷۸(شابک ‎۰-۰۸۰۲۲-۰۰۸-۸)، دوم در سال ۱۹۸۷(شابک ‎۰-۶۳۲۰۱-۹۰۷-۷) و سوم در سال ۱۹۹۸(شابک ‎۰-۸۶۵۴۲-۶۱۵-۵). نسخه سوم نیز بصورت همگاه موجود است. ترجمه کاتالونیایی نیز منتشر شده‌است (۱۹۸۷، شابک ‎۸۴-۷۲۸۳-۱۲۱-۳).

### کتاب بنفش
اولین نسخه از مجموعه کتابچه‌های اصطلاحات مولکولی، معروف به کتاب بنفش، در سال ۱۹۹۱ منتشر شد. این کتاب در مورد نامگذاری پلیمرها است. نسخه دوم و جدید در دسامبر ۲۰۰۸ منتشر شد

### کتاب قرمز
نامگذاری شیمی معدنی که معمولاً به عنوان کتاب سرخ خوانده می‌شوند، مجموعه ای از توضیحاتی مربوط به نامگذاری شیمیایی معدنی است. آخرین نسخه کامل در سال ۲۰۰۵ منتشر شد، در نسخه‌های چاپی و الکترونیکی.
| سال انتشار | عنوان                                |
| ---------- | ------------------------------------ |
| ۲۰۰۵       | توصیه‌های ۲۰۰۵ (کتاب قرمز)            |
| ۲۰۰۱       | توصیه‌های ۲۰۰۰ (کتاب قرمز دوم) (مکمل) |
| ۱۹۹۰       | توصیه‌های ۱۹۹۰ (کتاب قرمز نخست)       |
| ۱۹۷۱       | قواعد قطعی ۱۹۷۰                      |
| ۱۹۵۹       | قوانین ۱۹۵۷                          |
| ۱۹۴۰/۱۹۴۱  | قوانین ۱۹۴۰                          |

### کتاب نقره ای
آیوپاک همچنین یک کتاب نقره ای منتشر کرده‌است، که با «کتابهای رنگی» همراه نیست، این کتاب با عنوان مجموعه ای از اصطلاحات و نامگذاری ویژگی‌ها در علوم آزمایشگاهی بالینی شناخته می‌شود.

### کتاب سفید
کتاب سفید شامل تعاریفی است که مربوط به تحقیقات بیوشیمیایی است که به‌طور مشترک توسط آیوپاک و اتحادیه بین‌المللی بیوشیمی و بیولوژی مولکولی گردآوری شده‌است.

## جسارتهای وابسته
- نامگذاری اتحادیه بین‌المللی شیمی و کاربردی
- نامگذاری پلیمر آیوپاک